# Jules Gilliéron
Jules Gilliéron, född den 21 december 1854 i Neuveville i Schweiz, död den 27 april 1926 i Cergnaux-sur-Gléresse, var en fransk språkforskare.
Gilliéron, som var grundläggare av språkgeografin, var professor i fransk dialektologi samt directeur adjoint i École des hautes études i Paris. Bland hans tidigare arbeten märks Le patois de Vionnaz (1880), Petit atlas phonétique du pays roman (1881) samt många artiklar i den av Gilliéron och abbé Rousselot redigerade tidskriften "Revue des patois galloromans" (5 volymer, 1887–1892). 
Sedan 1901 ägnade sig Gilliéron i förening med Edmond Edmont åt utgivandet av det banbrytande arbetet Atlas linguistique de la France, som på nära 2 000 kartor gav en bild av den dåtida franskan i vid pass 700 på ungefär lika avstånd från varandra belägna kommuner inom språkområdet, detta ur såväl fonetisk och morfologisk som syntaktisk och lexikografisk synpunkt. Det väldiga arbetet gav även upphov  till ett antal värdefulla specialundersökningar, av vilka flera författade av Gilliéron själv.